# Lolly Bomb
Lolly Bomb è un singolo del gruppo musicale russo Little Big, pubblicato l'8 dicembre 2017 come primo estratto del terzo album in studio Antipositive, Pt.1.

## Antefatti
In un'intervista per Knife riguardante la canzone, la regista Alina Pjazok affermò che l'idea per la canzone avvenne "in qualche modo per caso", mentre era seduta in un bar con Il'ja e Tatarka.

## Video musicale
Il video musicale è stato pubblicato l'8 dicembre 2017 attraverso il canale ufficiale YouTube del gruppo. La clip, diretta da Il'ja Prusikin e Alina Pjazok, è ambientata in una versione satirica della Corea del Nord e ha come protagonista un sosia di Kim Jong-un, interpretato dall'attore Howard X.
Durante una festa con alcuni ufficiali militari, il leader nordcoreano si innamora di un missile nucleare antropomorfizzato, con cui inizia una relazione romantica. Viene mostrato mentre lo accudisce, lo veste, lo porta con sé in uscite pubbliche e private, arrivando persino ad avere un rapporto sessuale con l'ordigno. La narrazione culmina quando Kim, pronto a chiedere al missile di sposarlo, viene interrotto dai suoi subordinati, che lo costringono a separarsene per condurre un test nucleare. Il video si conclude con il dittatore in lacrime, finché non incontra un nuovo missile, suggerendo un ciclo infinito e grottesco.

## Tracce
Testi di Il'ja Prusikin e Femi Adebogun, musiche di Ljubim Homčuk, Il'ja Prusikin.
1. Lolly Bomb – 3:54